# Włóczykij
Włóczykij (oryg. Snusmumriken) – bohater serii książek i komiksów Tove Jansson opowiadających o Muminkach i serialu animowanego z cyklu Muminki.

## Opis postaci
Najlepszy przyjaciel Muminka, syn Joka, przyjaciela Tatusia Muminka. Lubi rozmyślać, grać na harmonijce i palić fajkę, uwielbia dobrą kawę, jest osobą, która woli samotność niż przebywanie w gronie przyjaciół, ale mimo to jest przyjacielski, empatyczny i mądry. Lubi piesze wędrówki, nienawidzi wszelkich zakazów. Jedyną osobą, której nie może znieść, jest strażnik pilnujący parku, z którym zresztą rozprawia się w jednej z powieści. Stara się posiadać jak najmniej rzeczy, jest w tym aspekcie przeciwieństwem Ryjka.
Na ilustracjach książek o Muminkach oraz w serialu Włóczykij nosi charakterystyczny, zielony kapelusz, szalik i długi, zielony płaszcz. Często nosi też plecak.
W Dolinie Muminków mieszka w namiocie nad rzeką. Kiedy tylko zbliża się zima, wyrusza w daleką wyprawę na południe, by na wiosnę znów powrócić do Doliny.
Główną inspiracją dla Tove Jansson przy tworzeniu postaci Włóczykija był jej przyjaciel Atos Wirtanen (1906–1979) – polityk, członek fińskiego parlamentu z ramienia socjaldemokratów w latach 1936–1953.

## Etymologia
Słowo Snusmumriken pochodzi od szwedzkiego snusmumrik, co oznacza stary człowiek, który mówi niedbale i można to dosłownie tłumaczyć jako stary gawędziarz, stary nudziarz, lub niechlujny, stary człowiek.